# Мідна промисловість України
Мідна промисловість — галузь кольорової металургії України з обробки мідних руд та виробництва міді. Згідно з рішенням РНБО 2021 року, мідні руди належать до стратегічних корисних копалин України.
Галузь розвинена слабко, такий стан зумовлений слабкістю сировинної бази й залежності від її імпорту та отримання вторинної сировини. Історичний аспект полягає в тому, що в Російській імперії й СРСР основні виробничі й добувні потужності розташовувалися поблизу найбільших родовищ (Урал, Казахстан).
За даними Національної Асоціації добувної промисловості України, на території України розвіданих родовищ міді немає, але відомо більше 150 рудопроявлень, і деякі з них можуть розглядатися як потенційні родовища.
Основними міднорудних районами є Волино-Подільська плита, Прип'ятський-Дніпровсько-Донецький авлакоген і Український щит. Про поклади самородної міді на Волині та Поліссі геологи повідомляли і раніше.
Свого часу польські геологи вважали вельми привабливим ділянку поблизу сіл Великий і Малий Мидськ (назви сіл вже про щось говорять) в Костопільському районі Рівненської та протягом 1927-1937 років проводили там дослідження.
Зараз пошуки міді ведуть в смузі, що простягнулася від Славути Хмельницької області через всю Рівненську область до Рафалівці і далі в Камінь-Каширський, що у Волинській області. За попередніми підрахунками, ресурси цього металу в окремих покладах поблизу Рафалівки можуть досягатиме 600 000 тонн у перерахунку на чисту мідь.

## Історія
В 1995 році Кабінетом Міністрів України було прийнято комплексну програму розвитку промислової бази для виробництва міді та її напівфабрикатів "Мідь України". Її основною метою є створення на державному рівні сприятливих умов для забезпечення потреб машинобудування, оборонного комплексу, сільського господарства, будівництва, інших галузей господарства в прокаті й виробах з міді та її сплавів.
Складність і гострота проблеми зумовлені тим, що українські споживачі, які гостро потребують цієї продукції, змушені закуповувати значну її частину за межами України і скорочувати виробництво товарів. У той же час наявні в Україні потужності з виробництва прокату міді та її сплавів не завантажені, оскільки немає мідної сировини, а значна частина мідевмісного брухту і відходів з різних причин експортується, незважаючи на те, що експорт прокату міді та її сплавів значно ефективніший, ніж експорт брухту і відходів міді.
Реалізація основних заходів передбачає можливість значною мірою задовольнити потреби країни у прокаті, скоротити витрати іноземної валюти на придбання катодної міді, забезпечити додаткові валютні надходження від експорту конкурентоспроможної продукції на основі вдосконалення структури підгалузі і технічного переоснащення виробництв.
Пріоритетними напрямами визначено розвиток виробництва високоякісного прокату, а також розвиток виробництва міді вогневого рафінування і катодної міді з брухту та відходів на СП "Донкавамет" і заводі "Укрцинк" (м.Костянтинівка Донецької області). Переробка брухту на катодну мідь дає можливість організувати виробництво мідної катанки з власної сировини, тобто скоротити витрати валюти на закупівлю катодної міді за кордоном.
У 2007 році Президент України Віктор Ющенко анонсував початок спільного проекту з однією з найбільших галузевих видобувних компаній - «Польською міддю». Проект передбачав створення на Волині сучасного високотехнологічного виробничого комплексу за європейськими стандартами, що охоплюватиме всі етапи: від дослідницької роботи до виробництва конкурентоспроможної продукції. Але тоді все так і залишилося словами.
У програмі розвитку мінерально-сировинної бази, затвердженої у 2011 році, до 2030 року передбачено збільшення обсягів геологорозвідувальних робіт з метою виявлення нових, перспективних проявів самородної міді у траповій формації. Також заплановано проведення пошукових і пошуково-оцінювальних робіт на території Волинського, Маневицького та Кухотсько-Вольського металогенічних районів з метою підготовки рудопроявів (ділянок) для розвідки.
У 2017 році губернатор Волинської області Ігор Палиця повідомляв про потенційних інвесторів з Китаю, Польщі та Канади, які були готові вкласти значні суми, щоб добувати мідь на території Ратнівського району. Перші свердловини показали залягання корисних копалин на глибині до 500 метрів, 60 метрів продуктивного горизонту. Там було виявлено рудопроявлення самородної міді з вмістом більше 1% в породі. Але далі проект не пішов.
В 2021 році відбувалися тендери на ділянку з покладами мідних руд «Заліси-Шменьки» площею 2326,7 га розташовану в Ратнівському районі Волинської області. В серпні 2023 року Державна служба геології та надр України зупинила на п'ять років дію спецдозволу на користування надрами, виданого компанії «Інтер Актив», яка пов'язана з підсанкційним олігархом Вадимом Новинським.

## Підприємства
- ТОВ «Катех-Електро» – один з основних виробників кабельної продукції в Україні
- ТОВ СП «Панком-Юн» – на його базі налагоджено виробництво катодної міді
- ДП «Донецьквторкольормет»
- ТОВ «Запорізький завод кольорових сплавів»
- АОЗТ «Втормет»
- СП «Техноскрап»
- ТОВ «Екометал»
- ТОВ «Бона»
- Артемівський завод з обробки кольорових металів – єдине в Україні підприємство, яке виробляє прокат міді та сплавів на її основі (лист, стрічка, труби, прутки тощо). Більш як 80% сировини завод одержує з підприємств Росії та Казахстану. В середньому обсяг виробництва АЗОКМ становив понад 48,5 тис. тонн готової продукції на рік, що становило велику частину в загальному виробництві мідної галузі, обсяги якої становлять 65-80 тис. тонн продукції з міді та мідних сплавів на рік.[1]

Спільні підприємства "Донкавамет" і "Укргермет" спеціалізуються на виробництві латуні і бронзи з вторинної сировини.

## Копальні
- Волиньприродресурс (с.Жиричі)[5]

## Зовнішня торгівля
Українські підприємства у січні 2018 наростили експорт міді і мідних виробів у вартісному вираженні на 83,9%. У грудні 2017 році мідь і мідні вироби імпортовані на суму $8,923 млн, експортовані – на $14,580 млн.
У 2020 році ввезено мідної продукції на $2,9 млн (рафінована мідь, кабель, сплави).